# Valódi korpafüvek
A valódi korpafüvek (Lycopodiopsida) a korpafüvek törzsének (Lycopodiophyta)  egyik osztálya, ahová a ma élő korpafüvek legismertebb és legfajgazdagabb csoportja, a korpafűfélék rendje (Lycopodiales) illetőleg családja (Lycopodiaceae) tartozik.

## Jellemzők
A csoportba tartozó növényekre általánosan jellemző, hogy már jól kifejlődtek a korpafűfélékre annyira jellemző kezdetleges levélszerű (filloid) mikrofillumok, melyek azonban nem homológ képződmények a valódi levelű növények (Euphyllophytina) leveleivel.

## Fejlődéstörténetük
A valódi korpafüvek elég korán kialakultak, már a földtörténeti óidő középső devon időszakának folyamán.
A ma élő korpafűfélék nem sokban különböznek a devon és karbon kori rokonaiktól: igen kezdetleges szinten rekedtek meg, és azóta szinte semmit sem változtak. Valódi élő kövületek. Szállítórendszerük lemezes elrendeződésű, lágy szárúak, szekunder vastagodásra nem képesek, izospórásak, sporofillumaik csak ritkán tömörülnek a vegetatív hajtásrésztől elkülönülő füzérekbe. Növekedési formáik nagyon változatosak, de ez nem fejlettség jele.